# Gini
Gini is een Franse frisdrank ontwikkeld in 1971 door Perrier en sinds 1989 behorend tot Orangina Schweppes. In de frisdrank zit kinine verwerkt. De frisdrank werd in 1971 in België geïntroduceerd.
Het assortiment werd in 2004 uitgebreid met Gini Light en in 2008 met Gini Passion met sinaasappelextracten en aroma's van citroen, pompelmoes en ananas.

## Ingrediënten
De ingrediënten van Gini Lemon zijn koolzuurhoudend water, glucose-fructosestroop, suiker, geconcentreerd sap en pulp van citroen (3%), citroenzuur, natuurlijke aroma's, natriumbenzoaat, ascorbinezuur en kinine.